# Sexpacket
Sexpacket är ett paket av lagstiftningsakter inom Europeiska unionen, bestående av fem förordningar och ett direktiv. Sexpacken är å ena sidan en påbyggnad på stabilitets- och tillväxtpakten och å andra sidan ett upprättande av förfarandet vid alltför stora obalanser. Den trädde i kraft den 13 december 2011 och omfattar alla medlemsstater; dock existerar särskilt stränga åtgärder för euroområdets medlemsstater (två av lagstiftningsakterna är tillämpliga endast på euroområdet). Sexpacket utgör en integrerad del av unionsrätten, antagen med artiklarna 121.6, 126.14 samt 136 i fördraget om Europeiska unionens funktionssätt som rättslig grund.

## Innehåll
Sexpacket består av fem förordningar och ett direktiv enligt följande:

### Fiskala bestämmelser
Dessa unionsakter utgör en utbyggnad av stabilitets- och tillväxtpakten:
- Europaparlamentets och rådets förordning (EU) nr 1175/2011 av den 16 november 2011 om ändring av rådets förordning (EG) nr 1466/97 om förstärkning av övervakningen av de offentliga finanserna samt övervakningen och samordningen av den ekonomiska politiken
- Europaparlamentets och rådets förordning (EU) nr 1173/2011 av den 16 november 2011 om effektiv övervakning av de offentliga finanserna i euroområdet (*)
- Rådets förordning (EU) nr 1177/2011 av den 8 november 2011 om ändring av förordning (EG) nr 1467/97 om påskyndande och förtydligande av tillämpningen av förfarandet vid alltför stora underskott
- Rådets direktiv 2011/85/EU av den 8 november 2011 om krav på medlemsstaternas budgetramverk

### Makroekonomiska obalanser
- Europaparlamentets och rådets förordning (EU) nr 1176/2011 av den 16 november 2011 om förebyggande och korrigering av makroekonomiska obalanser
- Europaparlamentets och rådets förordning (EU) nr 1174/2011 av den 16 november 2011 om verkställighetsåtgärder för att korrigera alltför stora makroekonomiska obalanser i euroområdet (*)

(*) Endast euroområdet omfattas.